# Alliance électorale socialiste
L'Alliance électorale socialiste (Socialistisk Valgforbund) était une alliance entre plusieurs partis politiques de gauche norvégiens, réalisée entre 1973 et 1975.

## Histoire
En 1969, la gauche du Parti travailliste n'a plus le moindre député au Storting. Différents partis de gauche vont de se réunir pour se présenter unis aux Élections législatives norvégiennes de 1973 afin de revenir à l'Assemblée.

## Composition
Dans cette alliance, on retrouve trois partis dont deux eurent des députés lors des mandatures précédentes :
- le Parti communiste norvégien (Norges Kommunistiske Parti - NKP)
- le Parti du peuple socialiste (Sosialistisk Folkeparti- SF)
- les  Socialistes démocrates (Demokratiske Sosialister - AIK)
- des personnes de gauche mais non affiliées à un parti.

## Résultats
Aux élections législatives de 1973, l'Alliance obtient un véritable succès avec 11,2 % des voix et 16 députés.

## Conséquences
En 1975, l'Alliance des trois partis disparaît à la suite de la création d'un nouveau parti : le Parti socialiste de gauche (Sosialistisk Venstreparti). Pour autant, le Parti communiste norvégien refuse de se fondre dans ce nouveau parti et existe encore aujourd'hui quand bien même ses résultats sont si faibles que depuis 1989, le parti n'a jamais dépassé les 0,1 % quelles que soient les élections.